# U-Boat Worx
Pour les articles homonymes, voir U-Boat.
U-Boat Worx est un fabricant industriel de sous-marin de poche de luxe, fondé en 2005 à Bréda aux Pays-Bas,.

## Histoire
Inspiré entre autres de la Soucoupe Plongeante emblématique SP-350 de 1959 de la Calypso du commandant Cousteau, ou du Remora 2000 de 1994 de la Comex d'Henri Delauze, l'entrepreneur néerlandais Bert Houtman s'associe dans les années 2000 avec l'inventeur canadien Peter Mitton, pour concevoir et fabriquer une gamme de sous-marin de poche de luxe C-Quester, pour l'exploration océanographique, le loisir, le tourisme et la plongée sur épave...

Quelques modèles
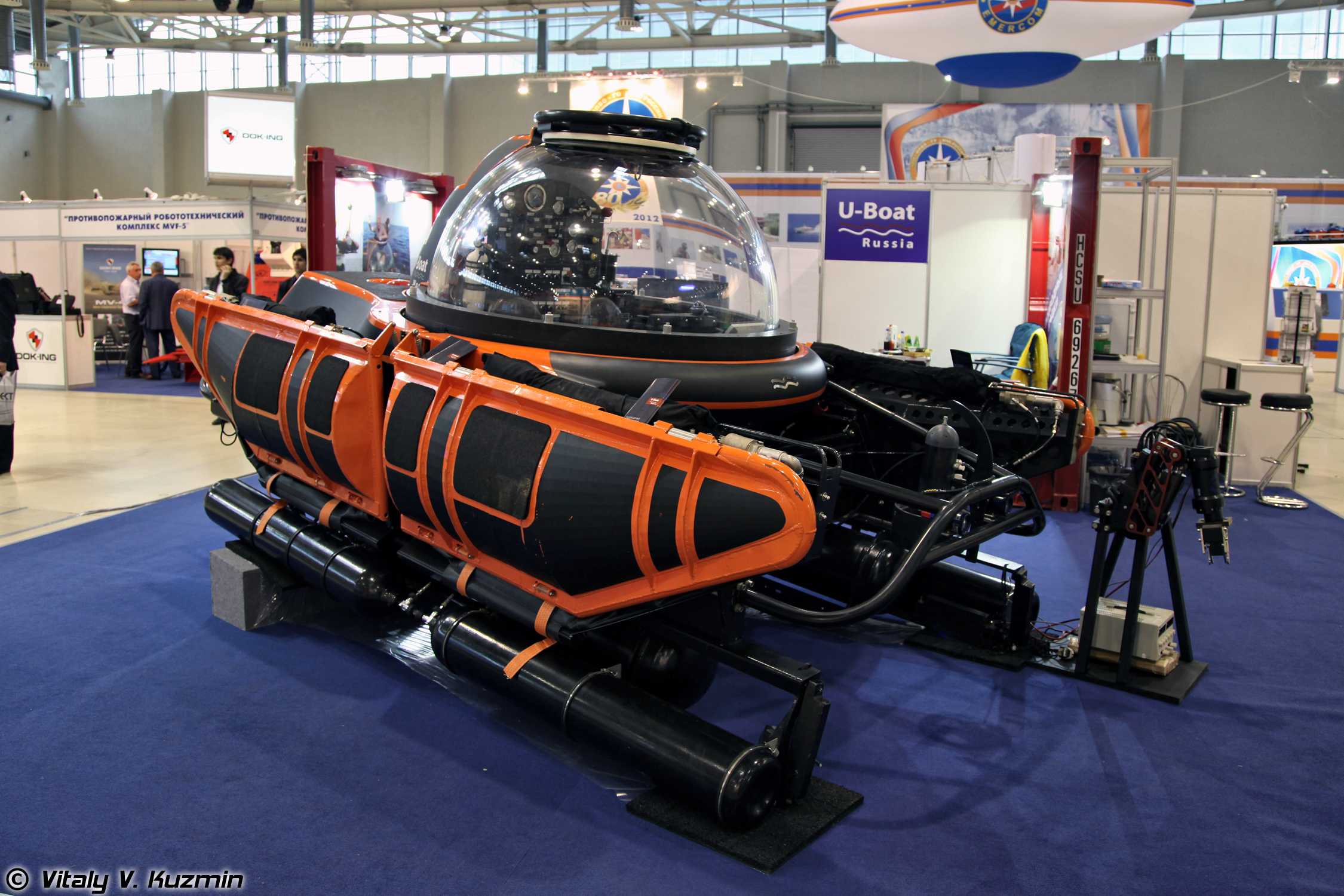
U-Boat Worx C-Explorer
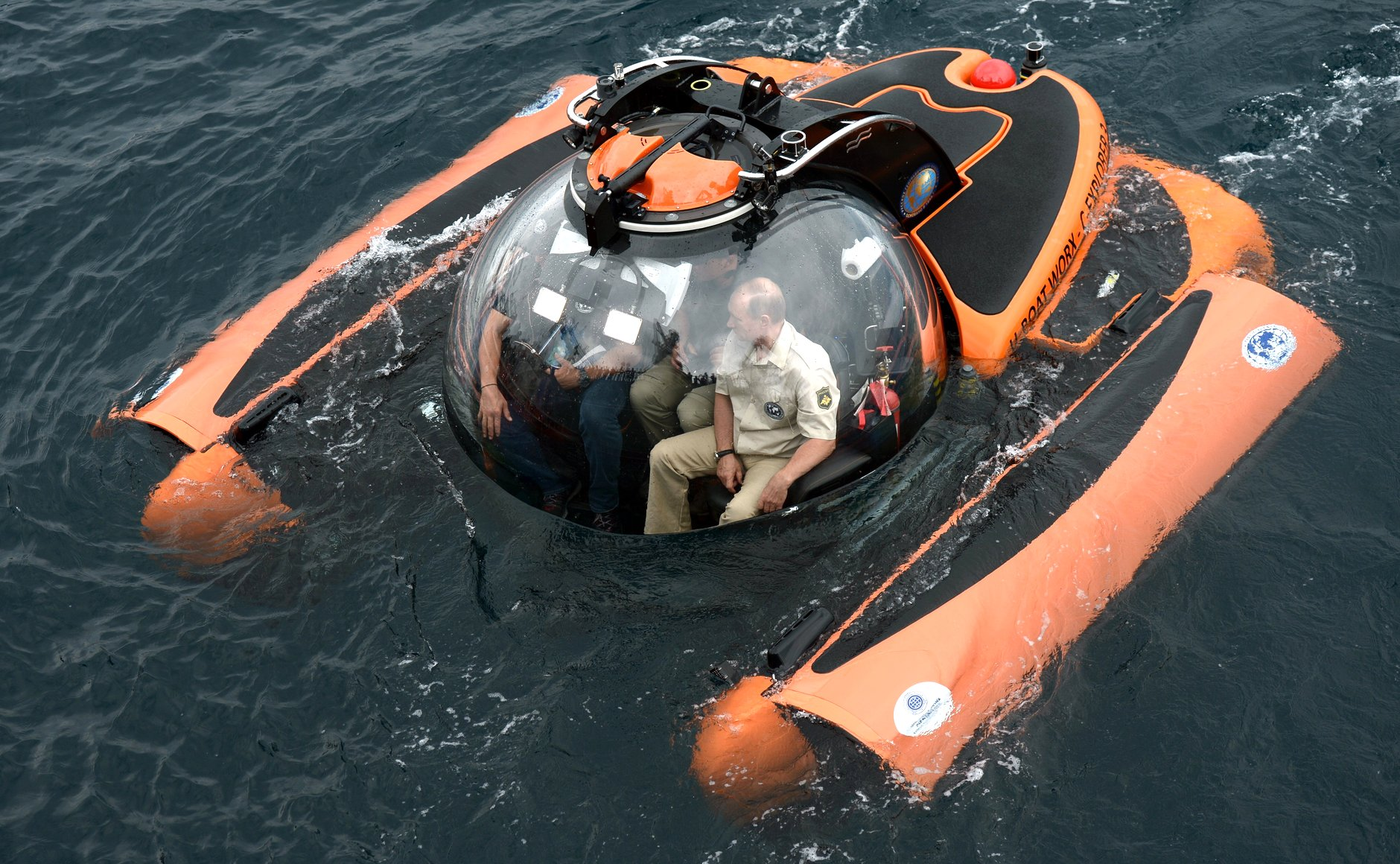
U-Boat Worx C-Explorer 3

Bert Houtman se sépare de son associé en 2005 pour fonder son entreprise U-Boat Worx et poursuivre son activité dans les mêmes domaines.

## Gamme
U-Boat Worx fabrique une importante gamme de sous marins de poche, pour un à sept passager, éventuellement pilotés à distance, capables de plonger de 100 à 3000 m de profondeur. 
Série Nemo

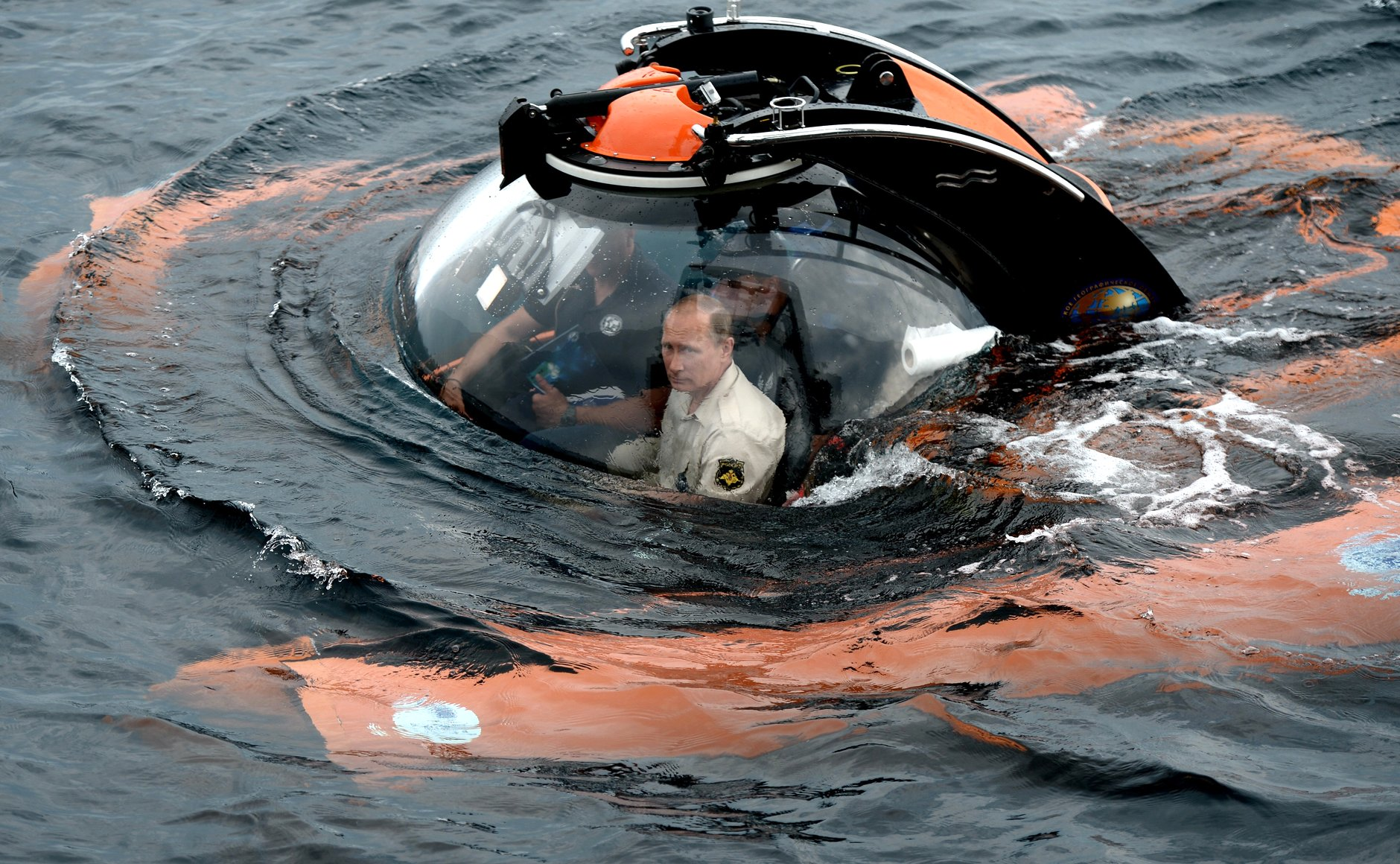
U-Boat Worx C-Explorer 3, avec le président russe Vladimir Poutine, à Sébastopol en mer Noire (2015)

- Nemo-1 : 1 personne, capable de plonger à 100 m
- Nemo-2 : 2 personnes, 100 m de profondeur

Série Super Yacht
- Super Yacht Sub 3 : 3 personnes, 300 m de profondeur

Série C-Chercheur 
- C-Researcher 2 – 500 : 2 personnes, 500 m de profondeur
- C-Researcher 2 - 1140 : 2 personnes, 1140 m de profondeur
- C-Researcher 2 - 3000 : 2 personnes 3000 m de profondeur
- C-Researcher 3 - 300 : 3 personnes, 300 m de profondeur
- C-Researcher 3 - 1140 : 3 personnes, 1140 m de profondeur
- C-Researcher 3 - 2500 : 3 personnes, 2500 m de profondeur
- C-Researcher 5 - 300 : 3 personnes, 300 m de profondeur

Série Croisière
- Cruise Sub 5 – 500 : 5 personnes, 500 m de profondeur
- Cruise Sub 5 - 1140 : 5 personnes, 1140 m de profondeur
- Cruise Sub 5 - 1700 : 5 personnes, 1700 m de profondeur
- Cruise Sub 7 – 300 : 7 personnes, 300 m de profondeur
- Cruise Sub 7 - 1140 : 7 personnes, 1140 m de profondeur
- Cruise Sub 9 – 300 : 9 personnes, 300 m de profondeur

Série Super Sub
- Super Sub - 300 : 3 personnes, 300 m de profondeur

Série C-Explorer
- C-Explorer 3 : 3 personnes,300 m de profondeur
- C-Explorer 5 : 5 personnes, 200 m de profondeur

Série Nexus
- Nexus : pour 7 personnes, 200 m de profondeur

Yacht sous-marin
- Nautilus UWEP : yacht sous-marin de 2022, de 37,5 m de long, pour 120 passagers, et 200 m de profondeur, inspiré du Nautilus de Jules Verne[8],[9],[10],[11].

Anciens modèles
- C-Quester 1 : 1 personne
- C-Quester 2 : 2 personnes
- C-Quester 3 : 3 personnes
- C-Explorer 2 : 2 personnes